# 稲葉ダム
稲葉ダム（いなばダム）は、大分県竹田市、一級河川・大野川水系稲葉川に建設されたダムである。
大分県が管理する県営ダムで、2010年（平成22年）に完成した高さ56メートルの重力式コンクリートダム。1982年（昭和57年）7月の竹田水害や1990年（平成2年）7月の豊肥水害による竹田市の水害を契機に、大分県最大の河川である大野川上流部の主要な支流である玉来川・稲葉川流域の治水を主目的として計画された竹田水害緊急治水ダム事業に基づき建設された治水ダムである。ダムによって形成される人造湖は公募により「名水稲葉ダム湖」と命名されている。

## 沿革
竹田市は、1982年7月及び1990年7月の2度にわたる梅雨前線による集中豪雨で甚大な被害を蒙り、1982年7月の水害の被害は、死者7人、負傷者13人、被害額約48億円に、豊肥水害とも呼ばれる1990年7月の水害の被害は、死者4人、負傷者33人、被害額約275億円に及んだ。これらの水害を契機に、1991年に採択された竹田水害緊急治水ダム建設事業において、稲葉ダム及び玉来ダムの建設が計画された。
その後、2003年3月26日に本体工事が開始され、2010年2月24日には試験湛水が開始されている。洪水調節を主目的とするため、供用開始後の常時の貯水量は総貯水量の3割以下に抑えられるが、試験湛水では総貯水量まで貯水が行われる予定。なお、本事業におけるもう一つの中核事業である玉来川の玉来ダムについては、2009年（平成21年）に発足した民主党政権の前原誠司国土交通大臣（当時）によるダム事業再検証により、再検証の対象ダムとされた。しかし大分県は現在ダムの型式などを検討しており、建設を進める方針を採っている。

### 年表
- 1995年1月 - ダム軸・型式を決定。
- 2003年3月26日 - 本体工事起工[2]。
- 2004年11月5日 - 堤体コンクリート初打設。
- 2010年2月14日 - 稲葉ダム湖底ウォーキング開催[3]。
- 2010年2月24日 - 試験湛水開始[4]。

## 工事
当ダムの建設地は、軟弱な地盤や透水性の高い地層が入り組んでいるため、様々な遮水工法が採用されている。
貯水池表面遮水工法
ダム堤体の左右岸や貯水池周辺に漏水による浸透破壊のおそれがあるため、貯水池内全面を被覆する表面遮水工法が採用された。このうち、河床水平部（湖底部分）は、CSG（後述）、豊後大野市朝地町で採取した遮水性の高い土、現地で採取した土の3層構造とされ、中断水平部にはアスファルト材等の3層構造、斜面部にはコンクリート材を用いるなど、部分によって最適な工法を採用することにより施工性向上と工期の短縮が図られている。
CSG工法
転流水路等の基礎部及び貯水池表面遮水工法の河床水平部に、現地で採取した砂礫に少量のコンクリートを混練したCSG（Cemented Sand and Gravel）が採用されている。CSG工法により資源を有効利用することで、コスト低減、工期短縮、環境保全が図られている。
造成アバットメント工法
ダムの左右岸に堤体の重量に耐えられない地層が存在するため、まず軟弱な地層を覆う人工岩盤を築造し、その上にコンクリートを打設して堤体を建造する造成アバットメント工法が採用されている。